# Mario Illien
Mario Illien (Coira, 2 agosto 1949) è un ingegnere svizzero.
Ha fondato, assieme a Paul Morgan, la Ilmor Engineering, società specializzata nella preparazione di propulsori per varie categorie dello sport motoristico.

## Carriera

### Gli inizi
Illien sviluppò il suo interesse per i motori grazie all'amicizia con Jo Bonnier, pilota automobilistico svedese, che abitava in Svizzera. Illien lo aiutò nella preparazione di una vettura McLaren con cui lo svedese affrontò il campionato di F1 nei primi anni settanta. Dopo la morte di Bonnier alla 24 Ore di Le Mans 1972, Illien venne assunto da Fred Stalder per collaborare alla modifica di un motore 4 cilindri Chrysler-SIMCA, da montare su una vettura che Stalder stava approntando per utilizzare proprio a Le Mans. Il motore trovò poi utilizzo anche in Formula 2 a metà degli anni settanta, periodo però in cui Illien aveva già abbandonato la collaborazione con Stalder.
Dopo la laurea Illien abbandonò per un certo periodo il coinvolgimento nel motorsport e venne assunto dalla Mowag, azienda svizzera che sviluppa tecnologia per veicoli militari.

### L'arrivo nel Regno Unito
A trent'anni Illien decise di trasferirsi nel Regno Unito, e venne assunto alla Cosworth, azienda che realizzava i propulsori marchiati Ford, utilizzati dalla maggior parte delle scuderie impegnate nel Campionato mondiale di Formula 1. Qui Illien contribuì alla creazione del DFY, motore che sostituì il glorioso DFV. Qui conobbe Paul Morgan, col quale avrebbe costruito un binomio fondamentale per il prosieguo della sua carriera.

### Nasce la Ilmor
Nel 1983 Illien e Morgan lavorarono al progetto del Cosworth DFX, motore destinato alla Indycar. Identificando però la richiesta di un prodotto più competitivo decisero di chiedere il sostegno a Roger Penske, proprietario del team omonimo, uno dei più importanti della categoria. Penske ottenne il sostegno finanziario della General Motors, e le quattro parti crearono la Ilmor Engineering. Morgan assunse il controllo della gestione finanziaria mentre Illien si interessò degli aspetti tecnici. Nel 1986 la Ilmor iniziò la sua fornitura di motori per la categoria.

### L'arrivo in Formula 1
Nel 1989 venne decisa l'entrata in F1, che si concretizzò nel 1991, quando i motori Ilmor equipaggiarono la Leyton House, poi l'anno successivo la Tyrrell. Nel 1993 la Ilmor rifornì la Sauber, con l'appoggio della Mercedes. Dall'anno seguente la Ilmor, in pratica, fece utilizzare i propri motori con nome Mercedes.
Dopo la morte di Morgan, nel 2001, la Mercedes acquisì il 55% della società, per poi diventarne completo azionista nel 2005. Illien mantenne, con Penske, il controllo sulla divisione Special Projects, che sviluppò un motore Honda per la Indy Racing League.

### Il passaggio in MotoGP
Nel 2006 Illien decise di entrare, con la Ilmor, nella MotoGP, con lo sviluppo della Ilmor X3. Successivamente, a causa di problemi finanziari, il progetto venne abbandonato.

### La collaborazione con Renault
Per la stagione di Formula 1 2015 la Renault ha annunciato l'ingaggio di Mario Illien quale consulente per lo sviluppo del motore, che in stagione viene montato su Red Bull e Toro Rosso.